# Afromastax rubricosta
Afromastax rubricosta är en insektsart som först beskrevs av Sjöstedt 1923.  Afromastax rubricosta ingår i släktet Afromastax och familjen Thericleidae. Inga underarter finns listade i Catalogue of Life.